# Yeka
Yeka (en amharique የካ) est l'un des dix districts (en amharique ክፍለ ከተማ, transcription en alphabet latin kifle ketema, généralement traduit en anglais par subcity) d'Addis-Abeba, la capitale de l'Éthiopie. Situé au nord-est de la ville, il représente une superficie de 85,46 km2 pour une population de 337 575 habitants.

## Sources
- Yeka sub-city sur Addis Ababa City Government